# Villa La Closerie
La villa La Closerie est une villa située au Touquet-Paris-Plage dans le département du Pas-de-Calais en France. Les façades, les toitures, le décor intérieur du rez-de-chaussée et la salle de bains du premier étage font l’objet d’une inscription au titre des monuments historiques depuis le 1er décembre 1997.

## Localisation
Cette villa est sise au no 14 de l'avenue des Oyats.

## Construction
Cette villa a été construite vers 1925 par l’Entreprise Pentier Frères sur les plans de l'architecte Arsène Bical qui avait son cabinet rues de Metz et Saint-Jean avant 1918. Cette villa est très intéressante pour son plan en Y. Elle a appartenu au vicomte Eugène Tiberghien, camérier du pape.

## Pour approfondir